# Bob Bennett (politico)
Robert Foster Bennett, detto Bob (Salt Lake City, 18 settembre 1933 – Contea di Arlington, 4 maggio 2016), è stato un politico statunitense, senatore per lo stato dello Utah dal 1993 al 2011.

## Biografia
Nato a Salt Lake City, Bennett era figlio del politico e senatore repubblicano Wallace F. Bennett. Dopo la laurea in scienze politiche all'Università dello Utah, si arruolò nell'esercito, ove prestò servizio per dodici anni.
Entrato in politica, fu consigliere politico del padre e fu impiegato al Dipartimento dei Trasporti durante l'amministrazione Nixon. Negli anni successivi lavorò come imprenditore.
Nel 1992 si candidò al Senato per il seggio lasciato da Jake Garn e riuscì ad essere eletto sconfiggendo l'avversario democratico, il deputato Wayne Owens. Fu riconfermato per altri due mandati nel 1998 e nel 2004, mantenendo una linea politica conservatrice.
Nel 2010, candidatosi per un quarto mandato, risultò sconfitto nelle primarie repubblicane, che vennero vinte da Mike Lee. Bennett fu così costretto a lasciare il Congresso dopo diciotto anni di permanenza.
Bob Bennett morì nel 2016 all'età di ottantadue anni.